# センチメントの季節
『センチメントの季節』（センチメントのきせつ）は、榎本ナリコの漫画。『ビッグコミックスピリッツ』（小学館発行）に1997年45号から2001年18号まで連載された（ただし一時休載期間あり）。

## 概要
現代の女子高校生の生態を描いた作品で、女性の視点で社会的問題や、売春、性行為などがリアルに描かれている。
作品は季節ごとにまとめられ、秋、春、夏、冬の順に構成されている。1巡目の「第1シリーズ」は、1話完結のオムニバス、「2度目の-」と冠がある2巡目の「第2シリーズ」は、一季節を通じての連続ストーリィとなっている。
1999年にWOWOWでテレビドラマとして放送された（全8話）。
2017年に月刊バーズで『センチメントの行方』として復活した。現在は雑誌休刊に伴い、デンシバーズ（現在はcomicブーストという名称）に移籍している。

## 登場人物

### 秋の章
山口（山口）
高校教諭で2年C組の担任。教え子の佐藤奈美に誘惑され、当初は断っていたものの関係を持つ。年増の女教師「（通称）ババア」に好意を持たれ、肉体関係を求められるが、綺麗事を並べて拒否するも、奈美と教室で性交した。その現場をババアに目撃され、後のなくなり奈美の卒業後教師を辞め結婚するすることを決意したが、彼女はあくまで師弟関係での交際を望んでいたため、結局ババアと呼んで嫌っていた同僚教諭と職場結婚した。尚、ババアと結婚した理由（ババアに脅迫されたか、口封じか）は不明。
サヤ（さや）
16歳の女子高生。デカルトの「コギト・エルゴ・スム（我思う故に我あり）」に違和感を覚えていた。ある日街角で官能小説の作家に取材を申し込まれ、彼の作品を読んで刺激を受け、彼を誘惑した。その男は性的不能者だったが、サヤと何度も会ううちに終に性交可能になったが、その直後彼は姿を消した。
中里京子（なかざと きょうこ）
新興住宅地に住む中3女子。中2の時に近所に住む幼馴染の赤羽アキと性的関係（近所の人からはデキてると噂されている）となり、以後高2の夏まで彼の部屋で頻繁に逢瀬を重ね、体を貪り合った。アキがバイト先で知り合った女と「初々しい恋愛」を始めたため関係は自然消滅し東京の大学に進学したが、2年の夏休みに帰省中した際彼と再会し、ラブホテルで激しく交わった。しかしもう互いに特別の関係ではなくなっていることを感じた。
佐々木（ささき）
営業担当のサラリーマン。仕事中とある廃屋でサボる習慣があった。ある日そこに現われた女子高生の身の上話（教師に何度も姦されて妊娠中）を信じ、同情心から彼女を抱く。しかし翌日残業帰りに彼女が他の男と歩いているところを目撃し、本人から身の上話がほとんど嘘だった（「妊娠中」も嘘で、膣内射精OKは避妊ゼリーを使用していたから）ことを聞かされた。その後廃屋の取り壊しで二人の関係は終わった。
井沢千秋（いざわ ちあき）
中3女子。9歳当時15歳の従兄に性的なイタズラをされて以来彼を慕う。15歳の時彼と再会し、紅葉林の中で初体験した。
ヒロ（ひろ）
女子高生で処女。クラスメイトのシンジ（シンちゃん）と付き合っていた（友人曰く交際半年）。シンジからは遠回しに肉体関係を求められるが、肉体だけの関係になる事を恐れはぐらかしてた。女友人とその彼氏（すがっち）からシンジの兄（すがっちの知り合い）が参加するコンサートに誘われ、そこでシンジといい関係（肉体関係）になるチャンスと進められる。コンサートへは行くがシンジは誘えず（女友達には「バイト」と答えている）ライブハウスでヤケ酒を飲み酔い潰れた際、介抱した男にラブホテルに連れ込まれ、目隠しプレイで強引に姦された。目隠しで犯された際、シンジの顔を浮かべてしまった事で「肉体関係に顔は関係ない＝誰でもいい」と考えてしまい、シンジが誰でもいい存在になってしまうことを恐れ別れた。
学習塾の講師（名前は不明）
度々、間違いを指摘する北原を「生意気なメガネブス」バカにしていた。付き合っている女と教室内で性交しているところを塾生の中学生北原に目撃された。後日彼女に「軽蔑しただろ」と問うたが、「誰にも言わないし、羨ましかった」と言われ驚く、その後、北原に進路相談され2人きりになった際、メガネを外した彼女に「やっぱりブサイクですか」と問われ「綺麗だよ」と返答し教室内で性交したが、直後彼女は塾をやめた。現場には彼女のメガネが残されたが眩暈がするほど度が強い。
カオリ（かおり）
満員電で車通学する女子高生。学校が違う彼氏とは会ってもセックスばかりで会話が無く、セックス最中は逆に話しかけてくるのでウンザリし、イク振りをしていた。ある日乗車中背後から痴漢にされ、以来毎日同じ位置にに乗車して顔も知らないその男に触られることを楽しむようになる。行為は次第に大胆になり、終には車両内で交わり膣内射精を受け容れ、強い快感を覚えた。次の日、痴漢はただ手を握るだけであったが心臓の高鳴りを覚えたが、ふと痴漢の方を振り返ってしまい、それっきり男は現れなくなった（現れなくなった理由を、カオリは「相手が顔を見られたと勘違いしたから」と推測しているが実際は後頭部しか見えなかった）。彼氏との関係は継続しているが気持ちは冷え切っており、痴漢との再会を願いながら電車通学を続けている。
辻崎（つじさき）
中2女子。不自由な学校生活に辟易し、学校帰りに駅のコインロッカーに用意した私服に着替え、街中を歩き回るのが日課。中年サラリーマンにナンパされ、ラブホテルに付き合う。性交に至る前に彼を突き飛ばして帰るが、部屋にコインロッカーのキーを忘れたことに気付いて途方に暮れる。
早川清里（はやかわ きより）
高3女子。手製名刺を配り男を誘う。電話を掛けて来た独身サラリーマン（40代独身）と度々ホテルで会っている。向かいの家に住む5歳年下の中1男子に片思いしていたが、ある日彼が同級生の彼女とキスするところを窓から目撃し悲嘆に暮れる。

### 春の章
マナ（まな）
女子高生。普段偽名で売春をしているが、アルバイト先の喫茶店の店長（既婚）に大人の魅力を感じ、彼には実の名で呼ばれ抱かれたいと願っていた。ある日店長に抱いて欲しいと迫るが、自分を大切にしろと拒否される。しかし、その後携帯電話に連絡して来た売春の相手とマックで待ち合わせた際、やって来た相手は店長だったことにショックを受ける。ホテルで性交に及んだが、行為後もう名前を呼ばないでくれと言った。
吉田優子
高3女子。小学校の同級生だった黒木美香（親しく話していただけで周囲がザワ付く程の不良）と再会し同じクラスになる。そんな美香に憧れていた優子は、彼女の誘いで有名会社の重役（初老の男：おじさん）知り合い、ウリなしの援助交際（カラオケ）をした。女優を目指した美香が卒業アルバムの撮影後に姿を消した後、おじさんに美香の行き先に心当たりが無いか聞くためにカラオケルームに呼び出すが、彼も知らなかった。そこで、おじさんに迫られ拒否するも「美香ちゃんは犯られてくれた」「本当は優子ちゃんと犯りたかったが、美香ちゃんが犯られてくれるって言うから我慢してた」と告げられ、美香が自分を守る為に体を差し出していた事実を知ってショックを受け抵抗する事をやめる。そして「美香にもこうしたの（挿れたの）」問い性交（初体験）した。
単身赴任のオジさん
アパートで一人暮らししており、退屈している。ある夜向かいのマンションのベランダに赤い光点を見つけ、双眼鏡で覗くとそれはジョンベラを着た女子中学生だった。後日ハンバーガーショップで喫煙中の彼女を見つけ、注意したことが切っ掛けで自宅へ招き入れた。彼女は何度も遊びに来るうちにある日セックスしよう彼にと持ち掛け自ら服を脱いだ。遊んでる娘だと思い彼女と性交したが、彼女は処女だった。
田口（たぐち）
大学生で家庭教師をしている。教え子の中3女子みちると親密になり、「中学生でヤリまくりなのは可笑しいから高校進学までセックスをしない」事を条件に、彼女が来るたび自宅で猥褻行為を働いていた。受験が終わってお役御免となったが、ある日高校の制服を着たみちるが自宅を訪ねて来た際初めて性交した。その際出血しない彼女に失望の色を隠さなかった。彼女は中2の時に上級生の男子とやりまくっていたと聞かされショックを受け、本当は高校に落ちたと告白される。程なく近所の主婦たちの噂で高校受験に失敗した少女が川で自殺したとを知る。もしやみちるではないかと思い急いで受話器を手に取ったが、勇気がなく連絡できなずにいた。父が脳溢血で倒れたため大学を中退して田舎に帰ったが、毎年桜の季節になるとみちるの幻影に悩まされ続ける。
岬（みさき）
高1女子。高校受験後、近所の幼馴染の佐久間に迫り、毎日交わっていた。彼女は恋愛感情を抱いていたが、佐久間が彼女をセックスフレンドとしか思っていないことは知っていた。ある日の夜彼の誘いで彼の家の裏手の墓地で花見をした後、寒空の下で性交した。その後妊娠したことを告げたところ佐久間が狼狽える様子を見て関係を断ち切る決意をした。梶井基次郎の「櫻の樹の下には」をモチーフにしたものと思われる。
有名進学校に通う女
学業成績は常に学年10位以内の優等生。一流大学を出て一流企業で働くことを確信する自信家だが、自分の容姿にはまったく自信がなく、未来に希望を見い出せない。ある日登校中に声を掛けて来た怪しい初老の男（倒産した中小企業の元社長）からピクニック（花見）に誘われて即応。高速道路走行中に尿意を催し、ペットボトルで用を足す。それを見て勃起した男の横で自慰行為を見せてを誘惑した。男の身の上話を聞くうちに彼との心中を申し出たが、断られると桜が舞い散る中で彼と野外性交し、一夜を共にした。
カヤ子
女子中学生。母に頼まれ、近所に住む寝起きの悪い叔父柳田（カヤ子からは「お兄ちゃん」と呼ばれている）を毎朝起こしに行っている。出社する柳田の入れ違いに彼の寝床で寝るようになる。しばしば泊りがけで入り浸るようになり、そんな彼女を起こそうとした際、彼女の下着からはみ出した陰毛を目撃した柳田は興奮し、後日、AV女優の顔をカヤ子に置き換えて自慰行為を行い、その現場を目撃したカヤ子は柳田を誘う。就寝時に柳田は彼女に性的なイタズラをするが目を覚まさない様子に徐々に行為がエスカレートし姦される。以降柳田は早起きだが遅刻の常習犯となる。
柳田はカヤ子が自分を起こした後、そのまま帰ってくるまで眠っているのではないかと推測しているが実際のところ不明。
清子
女子高校生。幼い頃弟の静雄と「お医者さんごっこ」を愉しんだ。以来自慰に耽るが男の誘いは拒絶し続けている。弟が連れ込んだ彼女に強い嫉妬心を抱く。弟の友人からは「処女率100％の進学校に通うキツイ女」と言われているが、髪を下した姿は美人であり、意図的にキツイ風貌にしている。
サヤカ
女子高校生。同級生で強面の中田エージ（中学の頃に友人を刺したと噂されているが、実は血を見ると恐慌を起こし泣きじゃくるほどの軟弱。サヤカからは内心「弱くてダメな人間」と軽蔑されている）に脅され嫌々性関係を結んでいる（虐待）。同じく同級生の塚本（同性愛者）に好意を寄せるが・・・。
木村
ダメサラリーマン（ゴールデンウィークに学生気分をぶり返した）。厳しい上司や嫌味を言うお局を軽蔑している。ある日、電車を乗り過ごしてしまい、そこで高3女子のナツキと偶然知り合い、車内で終点までの電車賃を報酬に性交を持ち掛けられる。その後オフシーズンで誰もいない海水浴場の浜辺で、自分も軽蔑している連中と同じと自覚し彼女に金を払い交わった。行為後は残ることを希望した彼女を置き去りにして一人で帰り、翌日無断欠勤を上司に怒鳴られていた（話の出だしと同じ構図）。

### 夏の章
水上（みなかみ）
女子高生。水泳部に所属している。水棲生物（特にウミガメ）が大の苦手で、海に入れない。プールではウミガメの幻影に追い返られ、それから逃れるように泳ぎタイムを挙げていた。一人で居残り練習中、ウミガメの幻影に追いかけられ顧問の教諭に抱き着いてしまい、プールの中で交わったことで恐怖症を克服したが、その代償として競泳のタイムは落ちてしまい水泳部をやめた。
ウミガメの幻影は恐らく男性器の暗示である。
マリ（まり）
女子高生。胸が大きいことを気に病んでいる。同じクラスの男子・深町を誘って学校の体育館で性交を試みたが、彼女がズボンの上から股間に手を触れた途端に彼は射精してしまい未遂に終わった。
キリエ（きりえ）
高校2年の女子。夏休み中に援助交際していたことが親にバレて、田舎に住む叔父の家へ謹慎（表向きは遊びに来た）させられた。退屈で死にそうな思いをしていたが、滞在3日目に幼馴染で従弟のカズ（童貞）から蝉取りに誘われた。その際に彼を異性として意識し、彼を誘惑して森の中の神社で性交する。以後夏休みが終わるまで退屈凌ぎに毎日カズと交わり続けた。
クーラーが苦手な女子高生
熱帯夜の続く真夏の日、家出した女子高生。クーラーが苦手。「～でェ」や「～けどォ」など、語尾を少し伸ばす癖がある。警官に捕まりそうになったため、ダメ元で身も知らないルポライターの男のアパートへ転がり込む。クーラーが故障して沼の底のように蒸し暑いアパートを居心地よく感じ、泊めてほしいと懇願しながら男と性交、そのまま居着く。男と一緒に水風呂に入った際、幼い頃に沼で溺れ、その際に母親が助けてくれなかったことがトラウマとなっていると吐露する。
やがてクーラーが復旧し、部屋が沼が干上がったように涼しくなると、男から家へ帰るように促されたため、部屋を去っていった。
桜井レイコ（さくらい れいこ）
OL。夏休み中の母校に侵入し、昔のクラスを訪れた。偶然退屈紛れに登校していた斉藤（高3男子）と出会い、教室内で交わった。窓辺に立つ姿を校庭にいた生徒等にしばしば目撃されており、幽霊だとの噂が立った（斉藤も一時本気で幽霊を疑った）。
学生の頃、斉藤と同じ席に座っていた生徒（名前も同じ斉藤）に思いを告げられなかった事を後悔しており、斉藤に手紙と肉体関係を迫った。そして夏休みの終わり近く斉藤に返事を聞かせてくれる様に頼み、斉藤の返事に礼を述べて去っていった（新学期、肝試しを計画する女子生徒に「もう現れねぇよ」と答えている）。
山本ケイゴ（やまもと けいご）
男子高校生。イケメンであることから女に不自由していないが、後腐れする事を面倒くさがり、特定の相手と交際していない。ある日、友人から浜村ミサ（浜村サセ子）の噂を聞き、それが以前恋文を破り捨てたことのある同級生だと知り、後腐れ無しのヤり逃げOKとして性交に及ぶ（正し「人形とヤッてるみたいでつまらない」）。ある日友人がミサとヤッたと知り、誰にでも身体を許してしまうミサに、次第に嫉妬していく。
依子（よりこ）
女子高生。幼い頃離婚して自分を捨てた父親の自宅マンション付近をうろついて復讐の機会を狙っていた。
ある日、父親が窓から飛ばされた書類（再婚相手の連れ子がイタズラして飛ばした）を取ろうとして、自宅の隣の草深い空き地に転落する。手足を骨折して動けなくなっていた彼を発見した依子は助けを呼ばず、食事や下の世話をしたついでに、父親と知りながら度々性交に及んで鬱屈を晴らしていく。
痛み止めの副作用で意識が朦朧としていく彼に「私がいなくなったらどうする」と告げて放置。激痛と孤独から死の恐怖に苛まれた彼の前に現れ、安堵視した彼に「私が必要だと言って」と告げ、そこで彼は彼女が実の娘だと知る。
その後、救急搬送され生還。以前は、全く可愛がっていなかった再婚相手の連れ子を可愛がる姿があり、再婚相手は「臨死体験でもしたのかしら」と述べ、下の空き地では父の部屋を眺める依子の姿があった。
尚、救急隊は依子が呼んだ（父を許した）のか第三者が呼んだ（復讐は終わっていない）のかは不明である。
青木カナ（あおき　かな）
進学を控えた女子中学生。母親が水商売なことから男性を嫌悪しており、担当教諭の吉川から進路相談を受けた際は「男がいないから」という単純な理由で私立の女子高を志望していたが、経済的に無理であることも承知していた。空を飛ぶ夢を最近よく見ることに悩まされており、それを吉川に打ち明けると、彼はそれを抑えつけられた性的欲求の現れではないかと説明する。的外れな説明をする吉川を内心蔑みながら、彼を誘惑しそのまま性交に至る。
後日、カナが改めて提出した志望校欄には、共学の公立校の名前が書かれていた。
私立女子高に通う少女
有名な女子高に通う少女。処女。駅前のロータリーで休憩していた中年の男に援助交際を持ちかけ、制服を着たまま行為に至り処女を散らす。流血する彼女の様を見て動揺する男に「処女を喪っても自分を見失ったりしないかどうかの実験だった」と告げる。後日、再び男と会った際は制服（彼女曰く「さなぎ」であり、少女から大人の女へと変わりつつある女子高生の生態を象徴するもの）を脱ぎ捨てて性交した。
サエ子（さえこ）
女子高生。クラスメイトのユカリとは援交仲間。ある日、ユカリの弟であるトシ（中学生）がエロ本を立ち読みしている所に遭遇、彼の初々しい態度から性的誘惑をし、ファミレスのトイレで体を触らせたりしていた。しかし、トシは胸だけでは我慢できなくなり、肉体関係を要求。戸惑いながらもフェラチオで誤魔化した。しかし、急に大人っぽく大胆になったトシの態度に戸惑いながらも、呼び出される度に彼の部屋で性交を重ねる。

### 冬の章
マコト（まこと）
女子高生。成人の日が迫ったある日、姉ミノリが成人式で着る振袖を発見し無断で着るが、似合わない自分に落胆する。そこを姉に目撃され喧嘩となるが母から「姉の物は半分マコトのモノ（お古）」と言わる。幼少期から姉のお下がりを与えられ劣等感を抱いており、姉の真似をして背伸びをするが上手く行く事は無かった（現在の髪形はショートだが、以前は姉と同じロングで、姉の真似をしてドライヤーを使ったら髪を痛めてしまい切った）。姉の恋人北沢に淡い恋心を抱いており、三学期の始業式の帰りに北沢から姉への用事を頼まれの部屋に誘われた際、「ミノリもマコトちゃんの様に初々しかった」と言われた事で姉への劣等感が爆発し北沢に肉体関係を迫る。当初は拒否した北沢だが、マコトに押し負け「ヒドイな俺の気持ちは関係ないんだ」と述べ性交した。帰り際に北沢から「ミノリには言わないから」と言われるが「怒られるのは私だもん」と述べ、結局は自分は姉にはなれないのだと悟り落涙した。姉が成人式へ出かけるのを見送った後、姉と北沢が振袖を着たまま性交に及ぶ事を確信し、姉の振袖はいらないと涙ながらに言った。
折原（おりはら）
女子高生。真面目な性格でクラスメイトからは「委員長」と呼ばれているが、実は援助交際に手を染めている。援交の現場を星好きのクラスメイト男子黒田に目撃されるも、何の交換条件もなく誰にも口外しないと約束してくれた黒田に興味を抱く。その後、再び援交現場を黒田に目撃され彼の部屋を訪れる。星について語る黒田とで肉体関係を結んだが、彼から「自分の部屋からは（街明かりで）星が見えない」と告げられるが「見えるよ（街明かりが星のようだと言う意味）」と返答した。
石川スミカ（すみか）
中2女子。近所の人からは「真面目な良い子」との評判を受けているが、同時にストレスを感じており発散の為に喫煙癖がある。ある日、物陰で喫煙をしていた所、「そんな所で吸ってるとバレるよ」と元作家の男（近所で評判の良くない変人）に目撃され、バレない喫煙場所として男の住む近所のボロ屋に誘われる。やがて、男と交流を続けるうちに彼と親しくなり「僕が死んだら骨を拾ってくれ」と言われる。しかし、男の家に通っている事が親にバレてしまい、ほとぼりが冷めるまで行くのを止めようと考えるが、男から借りた本の中に遺書が挟まっていたのを見つけて我慢できなくなり、学校を早退し彼の自宅で行為に及ぶ。その後、男は消息を絶ち（近所の人曰く「夜逃げ」）線香代わりに喫煙するスミカの姿があった。
ユキコ（ゆきこ）
女子高校生。真冬の公園で死んだふりをし、介助しようとしたサラリーマンを誘ってラブホテルで性交する。心を殺さないと性交できないため、相手の男とは必要以上に親しくしないというポリシーを持っており、キスやホテル以外での接触を嫌う。
吉野（よしの）
中学校の教諭。同じゲームをプレイしていた縁から、教え子である男子生徒の坂井と親しくなり肉体関係に発展する。やがて坂井に恋心を寄せる女子生徒の清水に淫らな関係を糾弾され、彼との関係を絶った。
アヤコ（あやこ）
女子高校生。意中の相手にチョコレートを贈るバレンタインの風習を「軽薄で気持ち悪い」と嫌悪している。街で声をかけてきた男子大学生リュージに肉体関係を求められ付き合い始めるが、バレンタイン当日に他の女との関係を知ったため、彼に渡すために買ったチョコレートを川へ投げ捨てて訣別した。
ケンジ（けんじ）
集合住宅に住む男子中学生。直上の部屋に住む女子高生の石野に密かな想いを寄せており、天井の向こうで寝そべっている彼女の身体にかかる「重力」を感じながら自慰に耽る毎日を送っていた。
ある日、石野が自室に招き入れた男とトラブルになっているところへ駆けつけ、彼女の窮地を救う。後日、口止めと称して肉体関係を持ちかけてきた石野に誘惑されるまま性交に至るが、避妊具をつけずに膣内射精してしまったため「妊娠しちゃうじゃない！」と彼女から怒られてしまう。石野を妊娠させたかもしれないという恐怖と煩悶に苛まれる中、しばらくして彼女が引っ越すことを知り、矢も楯もたまらず上階の石野の部屋へ向かった。
石野（いしの）
ケンジの直上の部屋に住む、近所の有名女子高に通う少女。表向きは優等生然としているが、自室に男を招き入れたり、朝夕の挨拶を交わす程度の関係だったケンジの前でいきなり衣服を脱ぎ捨てて性交渉を持ちかけるなど、本性はかなり奔放で大胆。
男遊びが過ぎたためかケンジと性交した時点で既に妊娠しており、にもかかわらず膣内射精した彼に怒りをぶつけたのは単なる八つ当たりだった。その後、結局堕胎の際に産婦人科に行ったことを両親に知られてしまい、世間体の悪さから引っ越しを余儀なくされる。去り際に、部屋を訪れたケンジの前で落涙しながら事の顛末を話し、謝罪した。
性交中にケンジに押し倒されても「人間の身体って重いのよ」と教え諭すなど、年下への優しさを垣間見せる一面もある。
カオル（かおる）
少年サッカーチームに所属していた女子。一人称は「俺」で、口調も男勝り。自身を男の子だと思い込んでいた大学生マサトと親密になり、男女の仲となる。二次性徴により胸が大きくなり、サッカーがしにくくなってきていたため引退を考えていたが、マサトとの関係が支えとなり女子サッカーチームを探して入ると決めた。
オジさん
平凡なサラリーマン。妊娠した妻に性欲を感じなくなっており、たまたま援助交際の相手を探していた卒業間近の女子高生と知り合い関係を結ぶ。「卒業したら女子高生としての価値がなくなる」と言う彼女に、卒業後も関係を続けてほしいとせがむもあえなく断られてしまう。彼女と別れて間もなく、妻のお腹の子が女の子だと判明し歓喜する。
有野（ありの）
女子中学生。自殺願望持ちで、リストカットを繰り返していた。卒業式の日、飛び降りようと校舎の屋上へ行くが、そこで同じ自殺願望を持つクラスメイトの金田と出会う。金田に迫られて肉体関係を結んだ後、飛び降りようとする金田を引き止める。

### 2度目の秋の章
沢村 サヨコ（さわむら さよこ）
「ノストラダムスの大予言」を信じた高1女子。自慰中毒で性交を初経験して以来、悪化してセックス依存症に。
黒木（くろき）
サヨコのクラスメイトで童貞。サヨコに誘われて公園で互いに初体験を試みたが、挿入前に射精してしまい失敗に終わる。以来それをバラされる恐怖心からサヨコと疎遠になった。
おじさん
フラストレイションが溜まって身体が重くなり、街中でへたり込んでいたサヨコに声を掛けた中年サラリーマン。誰でもいいからセックスをしたかったサヨコは、彼に「抱いて」とせがんだ。援交の誘いだと思いラブホテルに行くが、彼女が処女だと気付き、「もっと自分を大切に」と説教した。結局押し切られてサヨコの初体験の相手となり、3万円を置いて去った。
田口 悠司（たぐち ゆうじ）
サヨコの上級生で、彼女の入学時から密かに想いを寄せていた。校舎の屋上にサヨコを呼び出し愛を告白し、交際を始めた。当時既に風俗で初体験済みで、そのことを恥じていた。サヨコとは時間をかけて愛を育んだ末に結ばれたいと思っていたが、彼女が処女でないことを知ると衝動的に交わった。サヨコはそれっきり彼に体を許さず、援交経験もあると告げて関係を絶つ。ショックのあまり登校拒否になる。貞操主義者。
灰島 ヒカル（はいじま ひかる）
ポルノ漫画家。かつては少女漫画家で、代表作は「夢みる季節」。男ゆえに少女の心を掴めず路線変更した。サヨコと出会いセックスフレンドになる。サヨコに惚れられているが、彼はその友人北原ミキに惚れている。実は思考回路が田口悠司と同じで、本命には手が出せず、欲求不満の捌け口をサヨコに求めた。
北原 ミキ（きたはら みき）
サヨコのクラスメイトで親友。セックスに拒否感を持っている。漫画好きで、特に灰島ヒカルのファン。サヨコを介して灰島と会い、変貌ぶりに驚くも理解を示した。彼とサヨコの性交現場を目撃してショックを受けるが、すぐに和解した。

### 2度目の春の章
水野 晶（みずの あきら）
女子高生。基本的にはなんでも断れないタイプで、数々の男とセックスした。
根津 裕貴（ねづ ゆうき）
晶に憧れる男子生徒。ひ弱だったが、晶を守ったことをきっかけに彼女と付き合う。
根津（ねづ）
裕貴の父親。晶と援助交際したことがある。
根津 良枝（ねづ よしえ）
裕貴の母親。息子と夫の変貌に気付き、ノイローゼになる。

### 2度目の夏の章
伊藤 ミツル（いとう みつる）
大学の文芸部に所属する男子学生。文芸の才能は下降線を辿っていた。そんなある日、ある少女に出逢い才能を取り戻していくが…。
夏子（なつこ）
突然伊藤の前に現れた謎の少女。伊藤の家で暮らすようになる。
秋本（あきもと）
伊藤と同じサークルに所属する女子大生。伊藤のことが気になって仕方ないようだ。
早川 一郎（はやかわ いちろう）
男子高生。伊藤を監禁犯と見て、夏子を無理に匿う。

### 2度目の冬の章
岩崎 ノボル（いわさき のぼる）
男子高生。インターネットである女性と知り合うなど、それをきっかけに性に目覚める。ハンドルネームはNOBODY。
桐島 マユ子（きりしま まゆこ）
ノボルとは同級生の女子高生。売春の経験がある。
了子（りょうこ）
ネットを通じてノボルが知り合った女性。ハンドルネームはR。

## テレビドラマ
1999年12月にWOWOWで特番ドラマとしてオムニバス構成で放送された。監督は新村良二。ビデオ・DVD化の際には放送では未放送とされた濡れ場描写を加えての収録となった。

### キャスト
還らざる海
小池祥絵、樋渡剛
反コギト
白川日菜、津々良響
かくれ家
星野志穂、遊海山典
汚れた悲しみ
河野真理子、斎藤亮太
ラブ・イズ・ブラインド
秋本乃枝、金子貴俊
クラゲの海
塚本高史、麻丘里絵
花見る人生
斉藤のぞみ、酒井敏也
沼の底で
中根徹、相沢花

## ムービーコミック
2002年に、Webドラマという名称で、音声の付いたflashムービーがビッグコミックスピリッツの運営するサイト「SPINET」で会員に有料配信されていた。全68作品。連載された既存の話を元にした作品が主だったが、「朝顔」、「少女アルビレオ」（小説）、「波ガラス」（イラストストーリー）
といった作品は描きおろしだった。

## 書誌情報
全て著者は榎本ナリコ、発行は小学館。
- 『センチメントの季節』〈ビッグスピリッツコミックススペシャル〉
  1. 秋の章、ISBN 409183891X
  2. 春の章、ISBN 4091838928
  3. 夏の章、ISBN 4091838936
  4. 冬の章、ISBN 4091838944
  5. 2度目の秋の章、ISBN 4091838952
  6. 2度目の春の章、ISBN 4091838960
  7. 2度目の夏の章、ISBN 4091838979
  8. 2度目の冬の章、ISBN 4091838987
- 『センチメントの季節』〈小学館文庫〉
  1. ISBN 4091928811
  2. ISBN 409192882X
  3. ISBN 4091928838
  4. ISBN 4091928846
- 『センチメントの季節 榎本ナリコ画集』〈ビッグスピリッツコミックススペシャル〉ISBN 4091997619